# Мерисвил (Охајо)
Мерисвил (енгл. Marysville) град је у америчкој савезној држави Охајо.

## Демографија
По попису из 2010. године број становника је 22.094, што је 6.152 (38,6%) становника више него 2000. године.
| Група             | 2000.          | 2010.          |
| Белци             | 14.459 (90,7%) | 19.765 (89,5%) |
| Афроамериканци    | 981 (6,2%)     | 1.004 (4,5%)   |
| Азијати           | 154 (1,0%)     | 508 (2,3%)     |
| Хиспаноамериканци | 167 (1,0%)     | 392 (1,8%)     |
| Укупно            | 15.942         | 22.094         |